# 선더호크 (웹 브라우저)
선더호크(ThunderHawk)는 비트스트림이 만든 모바일 웹 브라우저로, 윈도우 모바일 및 심비안 운영체제와 자바 플랫폼 용으로 사용 가능하다. 이 브라우저는 OEM으로 제공되기에 사용자가 다운로드해서 직접 사용할 수 없다. 다른 브라우저와 다르게 선더호크는 콘텐츠를 모바일에 최적화하지 않고, 웹 페이지를 데스크톱 같이 볼 수 있게 한다. 데이터는 압축된 포맷으로 모바일 폰에 전송된다.
비트스트림은 선더호크 기술을 2001년 6월 6일 케임브리지에서 처음 소개했다. 가독성 및 속도를 향상시킨 베타 버전은 2001년 10월 9일 출시되었고, 핀란드의 무선 통신사인 소네라는 선더호크 기술의 베타 버전을 그들의 테스트 프로그램에 포함했다. 정식 버전은 2002년 5월 20일 출시되었다.

## 지원하는 표준 기술
- AJAX,
- DHTML 레벨 1
- DOM 레벨 1, 레벨 2
- CSS 레벨 1, 레벨 2
- 프레임
- HTML 4.01
- HTTP 1.0, HTTP 1.1
- HTTPS 128비트 암호화
- 피드 (RSS, ATOM, RDF)
- 이미지 포맷 (BMP, GIF, JPEG, PNG, PJPEG)
- XHTML 베이직
- XML 1.0
- ECMAScript
- WML
- WAP 2.0

## 기능
만약 사용자가 선더호크를 통해 웹에 접속하면, 선더호크 클라이언트는 서버와 연결을 시작한다. 서버는 클라이언트로의 연결을 받고 HTML 웹 페이지를 인터넷에서 전송받기 시작한다. 인터넷에서 사용자가 요청한 페이지를 전송받으면, 서버는 콘텐츠를 전송 중에 렌더링하며 그래픽을 압축한다. 서버는 요청된 HTML 페이지를 사용자의 헨드셋에 맞는 포맷으로 전송한다.
선더호크는 MIDP 2.0, CLDC 1.0 혹은 CLDC 1.1 소프트웨어를 지원하는 어떤 핸드셋에서도 작동한다. 브라우저는 비스트스림의 특허된 기술을 사용해서 모바일 브라우징을 한다. 디지털 콘텐츠를 작은 화면의 기기에 나타내기 위해, 선더호크는 웹 사이트에 접속한 다음 가상 해상도에 웹 페이지를 표시하며, 레이아웃의 일부를 더 작은 화면 해상도에 맞춰서 제공한다. 콘텐츠는 해상도를 낮추고 가독성을 높인 채로 제공된다.

## 특징
- ECMA-262/자바스크립트 1.5 표준에 맞춰셔 작성된 AJAX 페이지 지원.
- 자바 ME, 심비안, 윈도우 모바일 폰에서의 완전한 HTML 브라우징 지원.
- HTTPS 128비트 암호화 지원.
- 모바일에서도 웹 페이지를 모바일 버전이 아닌 데스크톱 버전으로 볼 수 있게 함.
- 이미지 화질 조절 옵션(높음, 중간, 낮음). 가장 높은 화질은 색상 깊이를 높여주고 무압축으로 이미지를 전송하지만 데이터 전송량이 많아짐. 화질이 낮아질수록 이미지는 적은 색상 깊이와 정보를 포함하지만, 데이터 전송량이 적어짐.
- 쿠키 지원. 쿠키는 서버에 저장되어서 속도를 줄여줌.
- https 사이트 인증서 유효성 검사. 인증 문제가 있으면, 사용자에게 알려주고 브라우징 여부를 선택할 수 있게 함.
- 팝업 창 보기 / 건너뛰기 지원
- 핸드셋에 따라 비디오 보기 지원

## 같이 보기
- 웹 브라우저 목록
- 오페라 미니